# Monotoma brevicollis
Monotoma brevicollis es una especie de coleóptero de la familia Monotomidae.

## Distribución geográfica
Habita en Europa.